# 2087
Rok 2087 (MMLXXXV) gregoriánského kalendáře začne ve středu 1. ledna a skončí ve středu 31. prosince.

## Předpokládané a naplánované události
- 21. prosince – 150. výročí premiéry filmu Sněhurka a sedm trpaslíků